# Acremoniella
Acremoniella är ett släkte av svampar. Acremoniella ingår i divisionen sporsäcksvampar och riket svampar.